# تشارلز إي. كوكس
تشارلز إي. كوكس (بالإنجليزية: Charles E. Cox)‏ هو محامي وقاضي أمريكي، ولد في 21 فبراير 1860 في مقاطعة هاميلتون في الولايات المتحدة، وتوفي في 3 فبراير 1936 في إنديانابوليس في الولايات المتحدة.